# François Morisset
François Morisset es un deportista francés que compitió en vela en la clase Tornado. Ganó una medalla de plata en el Campeonato Europeo de Tornado de 1991.

## Palmarés internacional
| \| Campeonato Europeo \| Campeonato Europeo \| Campeonato Europeo \| Campeonato Europeo \| \| Año \| Lugar \| Medalla \| Clase \| \| ------------------ \| ------------------ \| ------------------ \| ------------------ \| \| 1991 \| Carantec (Francia) \| Medalla de plata \| Tornado \| |                    |                  |         |
| Campeonato Europeo |                    |                  |         |
| Año | Lugar              | Medalla          | Clase   |
| 1991 | Carantec (Francia) | Medalla de plata | Tornado |